# パ・ミス・ムチャチャス
「パ・ミス・ムチャチャス」 (Pa Mis Muchachas)は、クリスティーナ・アギレラ、ベッキー・G、ニッキー・ニコールの楽曲。

## 解説
アギレラのEP『ラ・フエルザ』から先行シングルとしてリリースされた。ナティ・ペルソをフィーチャリングしている。
タイトルには「女性たちへ」という意味が込められており、女性のエンパワーメントが楽曲のテーマとなっている。
第22回ラテン・グラミー賞の授賞式で披露された。

## チャート
| チャート（2021年）                                                           | 最高順位 |
| ---------------------------------------------------------------------------- | -------- |
| アメリカ・ラテンデジタルソングセールス（Billboard Latin Digital Song Sales） | 3        |